# 南昌市博物館
南昌市博物館在1984年5月成立，是一个綜合性的地志博物館。在朱德軍官教育團舊址裡，在八一大道376號。
南昌市博物館主要收藏陶、瓷、銅器，攏共有2238件（套），其中包括一級文物7件（套），二級文物60件（套），三級文物432件（套）。